# Serenade für zwei Pistolen
Serenade für zwei Pistolen (Originaltitel: Les femmes s’en balancent) ist ein französischer Kriminalfilm aus dem Jahr 1954 nach dem Roman Dames Don’t Care von Peter Cheyney. Der Film ist der dritte Auftritt Eddie Constantines als Lemmy Caution. Der französische Kinostart war am 5. Mai 1954, in die westdeutschen Kinos kam der Film am 30. Juni 1955.

## Handlung
In Italien soll FBI-Agent Lemmy Caution eine Bande mit Geldfälschern überführen. Seinen Kontaktmann Sagers trifft er unter falschem Namen in dem Spielclub Casa Antica. Von Sagers erhält Caution erste Informationen über die junge Witwe Henrietta und gewissen Briefen, die als möglicher Beweis in dem Fall dienen würden.
Daraufhin durchsucht Lemmy Henriettas Wohnung, findet und entwendet die Briefe. Kurz darauf findet Lemmy Sagers ermordet in dem Club. Vom Polizeichef Metts, der das FBI informiert hat, erfährt Lemmy weitere Einzelheiten. Henrietta wurde bei dem Versuch Falschgeld bei der Bank einzuzahlen erwischt. Sie beteuerte ihre Unschuld und gab an das Geld von ihrem Mann, dem Börsenspekulanten Granworth Aymes erhalten zu haben. Dieser hat, auf dem Höhepunkt seines Erfolges in Rom unerwartet Selbstmord begangen, indem er mit seinem Auto über eine halbfertige Brücke in den Abgrund gestürzt ist. Der Brückenwärter gab als Zeuge zunächst nichts Verdächtiges an, bei einer späteren Befragung gab er jedoch zu Protokoll, vor dem Absturz eine Dame aus dem Auto steigen gesehen zu haben. Nun wird Lemmy der Sinn der Briefe bewusst, welche Henriettas Anwesenheit in Rom zur Tatzeit bestätigen.
Im Nachtclub wird Lemmy Zeuge eines Streits zwischen Henriettas Bekannten Jim Malony und dem Nachtclubdirektor Fernandez. Lemmy steigt an Jims Stelle ins Pokerspiel ein und provoziert Fernandez. In der anschließenden Prügelei kann er Fernandez besiegen und so Henriettas Aufmerksamkeit erringen. Er gibt sich Henriette gegenüber als Anwalt aus und weiß zu berichten, dass der Fall ihres Mannes wieder aufgerollt werden soll da die Polizei von ihrer Anwesenheit in Rom erfahren hat und nun von einem Mord ausgeht. Nachdem Lemmy auch Malony befragt hat, gibt er sich den beiden als FBI-Agent zu erkennen. Vom Polizeichef erhält Lemmy die Information das zwei ehemalige Mitarbeiter Granworths nun in der Casa arbeiten. Neben dem Stubenmädchen Marie stellt sich Fernandez als der ehemalige Chauffeur Granworths, Jean Termiglio heraus. Henrietta bittet Lemmy zum Gespräch, sie gesteht ihm ihre Anwesenheit in Rom zum fraglichen Zeitraum, sie hatte an dem Abend des Todes mit ihrem Mann einen Streit aufgrund der bevorstehenden Scheidung. Das Falschgeld habe sie von ihrem Mann erhalten. Um den Verdacht nicht auf sie zu lenken, gab der Sekretär ihres Manns Burdell den Rat ihre Anwesenheit in Rom zu verschweigen. Auf der Rückfahrt von Henriettas Haus kann Lemmy knapp einem Anschlag entgegen. Daraufhin lässt er die Witwe unter Arrest bei Fernandez setzen. Zusätzlich lässt er das Telefon der Casa durch die Polizei überwachen.
In Rom lässt sich Lemmy von Burdell Henriettas Geschichte bestätigen. Burdell gesteht weiterhin, den Brückenwächter bestochen zu haben, die aus dem Auto steigenden Frau gegenüber der Polizei nicht zu erwähnen. Bei Lemmys Befragung von Fernandez sagt dieser ebenfalls aus, Henrietta nur beschützen zu wollen, er benennt Paulette Benito als Granworths Begleitung am Tage seines Todes. Caution fährt nach Bagheria und platzt dort, in einer luxeriösen Villa in eine Party Paulettes, bei der Befragung bekommt er zu hören das sie das echte Geld besitzt, ihr Mann der für Aymes gearbeitet hat, er hätte das echte Geld gegen die Blüten im Auftrag Granworth bei Henrietta ausgetauscht. Nun liege er sterbend im Krankenhaus. Auf dem Weg ins Krankenhaus wird Lemmy von einigen Männern überfallen und gefangen genommen. Im gelingt jedoch nach kurzer Zeit die Flucht. Im Krankenhaus bestätigt der schwerkranke Benito seine Frau Paulette als Geliebte des Toten. Caution fährt zurück zu Paulette, beschuldigt sie als Auftraggeber des Überfalls und nimmt sie wegen des Mordes an Aymes fest. Im Keller der Casa entdeckt Lemmy die Falschmünzerei und kann Fernandez als Mörder Sagers festnehmen. Anschließend lässt er Henrietta ebenfalls auf die Wache bringen.
Auf der Wache klärt Lemmy den Anwesenden nun die Umstände auf. Der todkranke Benito bat den Börsenmakler Aymes um den Verkauf seiner Wertpapiere. Den Verkauf bezahlte Aymes mit Falschgeld. Das echte Geld gab er Henrietta als Abfindung im Rahmen der geplanten Scheidung. Als Benito von der Affäre Paulettes mit Aymes erfuhr und das Falschgeld erkannte, wollte der Kranke sich rächen. Er stellte Aymes, Paulette und Bordell in deren Büro. Aymes gelang es jedoch Benito zu töten. Nachdem er die Kleider mit der Leiche getauscht haben, schrieb Aymes einen Abschiedsbrief und die Leiche wurde von Paulette mit dem Auto in den Abgrund gefahren. Bordell identifizierte die verbrannte Leiche gegenüber der Polizei und bestach den Aufseher. Der tot geglaubte Aymes tauschte nun das bei Henrietta befindliche echte Geld gegen die Blüten aus, um den Verdacht auf seine Frau zu lenken.
Der entlarvte Aymes überrascht Caution als dieser Henrietta in ihre Wohnung begleitet und fordert die Freilassung Paulettes. Im Zweikampf besiegt Lemmy nun auch den Drahtzieher des Geschehens.

## Rezeption
Das Lexikon des internationalen Films beschreibt den Film als „..kurzweilig...mit heftigen Dialogen“.

## Synchronisation
Die deutsche Synchronfassung entstand 1956 bei der Berliner Synchron GmbH unter der Synchronregie von Peter Elsholtz nach dem Dialogbuch von Karin Vielmetter
| Darsteller         | Synchronsprecher      | Rolle                      |
| ------------------ | --------------------- | -------------------------- |
| Eddie Constantine  | Arno Assmann          | Lemmy Caution              |
| Guy Henry          | Peter Elsholtz        | Daredo                     |
| Emile Carrer       | Friedrich Joloff      | Dr. Madiales               |
| Robert Berri       | Fritz Tillmann        | Fernandez / Jean Termiglio |
| Jacques Castelot   | Klaus Miedel          | Granworth Aymes            |
| Nadia Gray         | Inge Landgut          | Henrietta Aymes            |
| Nicolas Vogel      | Axel Monjé            | Jim Maloney                |
| Hélène Constantine | Marion Degler         | Krankenschwester           |
| Francois Perrot    | Paul Edwin Roth       | Langdon Burnell            |
| Robert Burnier     | Siegfried Schürenberg | Metts                      |
| Dario Moreno       | Wolfgang Eichberger   | Moreno                     |
| Dominique Wilms    | Gisela Trowe          | Paulette Benito            |
| Dominique Bukas    | Gert Günther Hoffmann | Roger Benito               |
| Gil Delamare       | Gert Günther Hoffmann | Sagers                     |